# Herr Lenz reist in den Frühling
Herr Lenz reist in den Frühling ist ein deutscher TV-Spielfilm aus dem Jahr 2015. Regie führte Andreas Kleinert, die Hauptrolle spielt Ulrich Tukur. Seine Uraufführung hatte er am 7. Oktober 2015 auf dem Hamburg Film Festival.

## Handlung
Dem Versicherungsangestellten Holger Lenz wird überraschend die Asche seines vor mehr als zwanzig Jahren in Thailand abgetauchten Vaters überreicht. Seit dem Ende der DDR hat er ihn nicht mehr gesehen. Nun soll er sein Erbe in Gestalt eines Appartements in Pattaya antreten. Die Fernreise fällt ihm allerdings schwer, denn Vater und Sohn haben weltanschaulich weit auseinandergelegen und sich nicht viel zu sagen gehabt. Ähnlich geht es ihm mit seinem schwulen 17-jährigen Sohn, der ihn im Internet gegenüber seinen Altersgenossen als üblen Spießbürger schmäht.
Ein Abenteuer der besonderen Art erwartet den sicherheitsverrückten Kleinbürger aus Deutschland in Südostasien, bei dem er auch das Verhältnis zu seinem tatsächlich nur sterbenskranken Vater neu überdenken muss. Und nach vielen Wirrungen zurückgekehrt nach Deutschland, steht für ihn an, einen Neuanfang zu wagen, denn seine Ehefrau hat ihn wegen eines Kollegen verlassen.

## Rezeption

### Einschaltquoten
Die Erstausstrahlung von Herr Lenz reist in den Frühling am 20. Juli 2016 wurde in Deutschland von 3,55 Millionen Zuschauern gesehen und erreichte einen Marktanteil von 14,2 Prozent für Das Erste.

### Kritik
„Das Weltbild des Helden wird in Thailand auf den Kopf gestellt. Autor Käfer verlängert die thematischen Vorlagen der Geschichte, die Glücks-, Gender- & Liebesvarianten, in Richtung auf den Zuschauer, ohne ihn allzu gut meinend auf die Fährte der Toleranz zu schicken. Ulrich Tukur muss diese Entwicklungsgeschichte des von Frau, Kind und der eigenen Existenz entfremdeten Mannes weitgehend alleine schultern; er macht es erwartungsgemäß sehr überzeugend.“

„Herr Lenz reist in den Frühling ist also nicht gerade eine psychologische Studie. Vieles bleibt erfrischend schnuppe oder rankt ins Satirische, bis die Handlung auf den letzten Metern einbiegt auf die Hauptstraße der sentimentalischen Tragikomödie.“

„Diese Degeto-Produktion folgt der Schablonenhaftigkeit vieler ihrer Produktionen: Natürlich ist Lenz Mitte Vierzig (Midlife-Krise!), Versicherungsangestellter (Spießer!), die Frau dauernörgelnd (Ehekrise!), der Sohn exponiert schwul (Tabubruch!), der deutsche Alltag kalt und grau, das Leben in Thailand bunt und laut (neuer Lebensabschnitt!).“

„Die Tragikomödie ‚Herr Lenz reist in den Frühling‘ mit Ulrich Tukur erzählt in leisen Tönen und vielsagenden Bildern von einer Selbstfindung. Keiner dieser langweiligen, klischeegesättigten TV-Vorhersehbarkeiten, auch wenn dem bereits für ihr Alzheimer-Drama ‚Mein Vater‘ mit einem International Emmy Award gekrönten Duo Andreas Kleinert (Regie) und Karl-Heinz Käfer (Buch) ganz am Ende die Feinfühligkeit und Originalität doch noch ein bisschen abhandenkommt.“

„Nichts von schwüler Altmännerfantasie steckt in ‚Herr Lenz‘. Kleinert unterläuft das alles, weil er die Fallen genau kennt. […] Ein lustiges Trauerspiel? Eher nicht. Das beste Best-Ager-Drama des Jahres.“

Bei der OFDb bekam der Film 6,67 von 10 Punkten des Publikums, in der IMDb 5,6 von 10 Sternen.

## Auszeichnungen
Beim Hamburg Film Festival 2015 wurde Ernst Ludwig Ganzert für den Film in der Kategorie „German Television Films“ für den Hamburg Producers Award nominiert.